# Долгополов Дмитро Олександрович
Дмитро Олександрович Долгополов (нар. 14 вересня 1993, Луцьк) — український волейболіст, який грає на позиції пасувальника (сполучного, зв'язуючого) у складі хорватського ВК «Младость» (Загреб).

## Життєпис
Народжений 14 вересня 1993 року в Луцьку.
У 2006—2009 роках грав за команду рідного міста. Значну частину своєї спортивної кар'єри провів у харківському ВК «Локо-Експрес» (2009—2014). Сезон 2014—2015 грав у команді «ТНК Казхром» (Казахстан), сезон 2015—2016 — у фінському ВК «Гуррікаані» (Hurrikaani, Лоймаа). Після цього грав складах естонського ВК «Селвер» (Таллінн, 2016—2017), польського ВК «Чарні» (Радом, замінив словенця Деяна Вінчича, 2017—2018), італійського «Акква Фонтевіва» (Acqua Fonteviva, Масса, Серія А2, від 2 лютого 2018), чеського ВК «Пржибрам» (2018—2019), ВК «МХП-Вінниця» (2019—2020), чеського ВК «Блек Воллей Бескиди» (Фрідек-Містек, 2020/21).
У складі студентської збірної України (головний тренер — Уґіс Крастіньш) — півфіналіст Універсіади 2017.

### Досягнення
- бронзовий призер чемпіонату Фінляндії 2016[3]
- фіналіст Кубка Фінляндії 2016[3]